# بزم جادوان

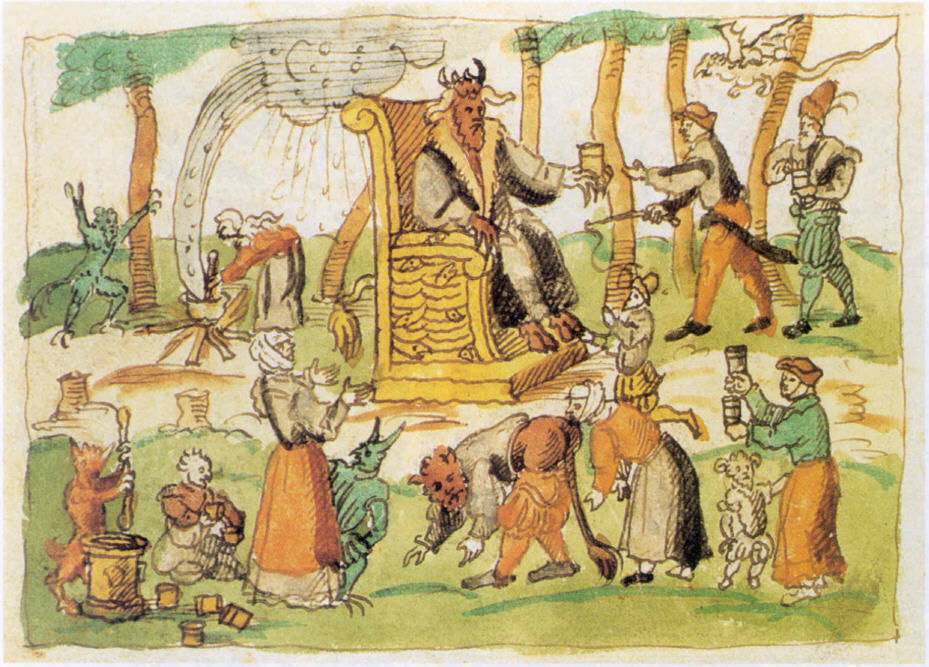
پنداره‌ای از بزم جادوان، اثر یوهان یاکوب ویک.

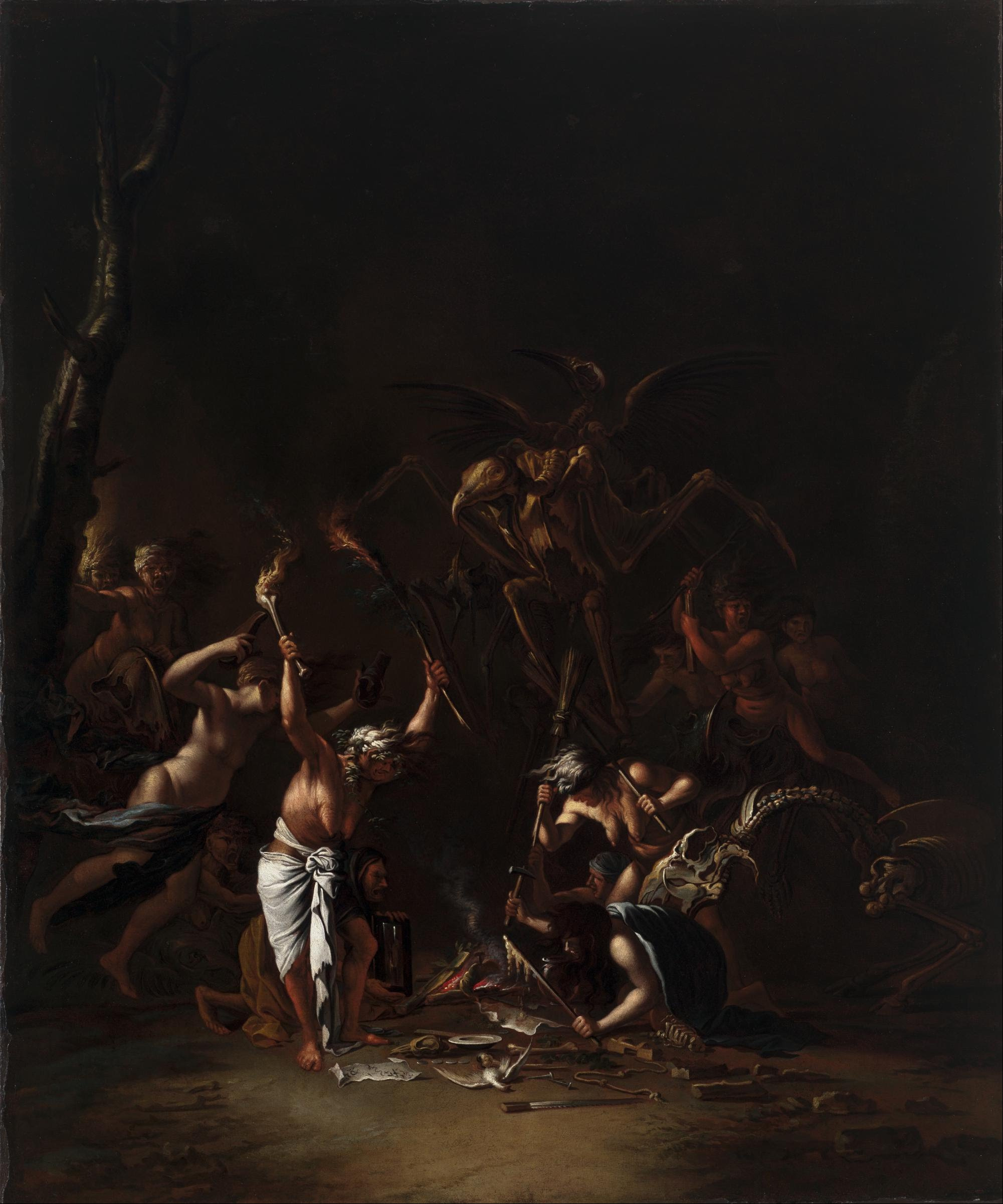
بَزم جادُوان، اثری از سالواتور روزا، نقاش ایتالیایی سبک باروک است. این اثر اکنون در مالکیت موزه هنرهای زیبای هیوستون قرار دارد.

بَزم جادُوان نام گردهمایی فرضی جادوگران است که به باور مسیحیان سده‌های میانه در شب‌های ویژه‌ای برگزار می‌شد.
از حدود سال ۱۴۰۰ میلادی به این‌سو، در بسیاری از مناطق اروپا، گروه‌های مسیحی می‌پنداشتند که جادوگران در مواقع ویژه‌ای گرد هم می‌آیند تا شیطان را پرستیده و جشنی گناه‌آلود بر پا کنند و طرح کردارهای شیطانی بعدی خود را بریزند.
مسیحیان که می‌پنداشتند یهودیان نیز شیطان‌پرست‌اند، این‌گونه بزم‌های جادوگرانه را نیز کنیسه و سَبَت (شنبه، روز تعطیلی یهودی) می‌نامیدند.
در روایات انگلیسی باور بر این بود که خود شیطان نیز در این بزم‌ها حضور می‌یافت و جادوگران را می‌لیسید و با این کار داغ سیاهی بر آن‌ها به‌جا می‌گذاشت..